# Charles Miller
Charles Miller, född 1918, död 1986, var en amerikansk journalist och författare.
Charles Miller skrev populärhistoriska böcker om Afrika och Afghanistan. Han bodde i New York och var medarbetare i tidskrifter som The Saturday Evening Post, Reader's Digest, The New Republic och Saturday Review.
| ”                                                     | ...tanken bakom denna bok var att ge en sanningsenlig generell bild av andan [the spirit] snarare än det bokstavliga [the letter] i kriget i Östafrika, därför att andan tycks mig vara den aspekt som bör framhävas när man skriver om vad som kan vara de mest bisarra krigshändelser som utspelat sig i tropikernas krigshistoria. | „ |
| – Charles Miller i förordet till Battle for the Bundu | |   |